# Agricultura Republicii Moldova

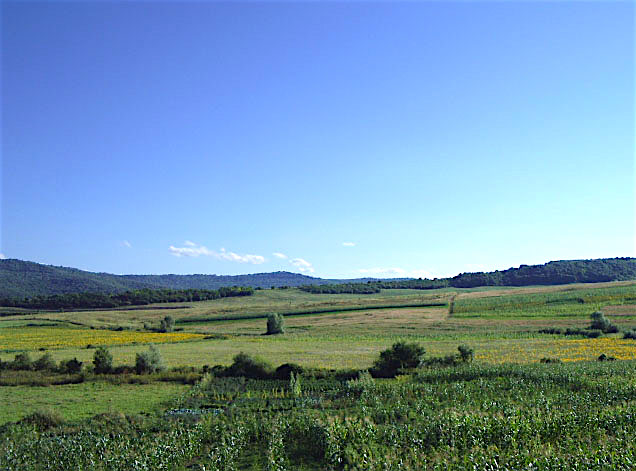
Terenuri agricole în centrul țării

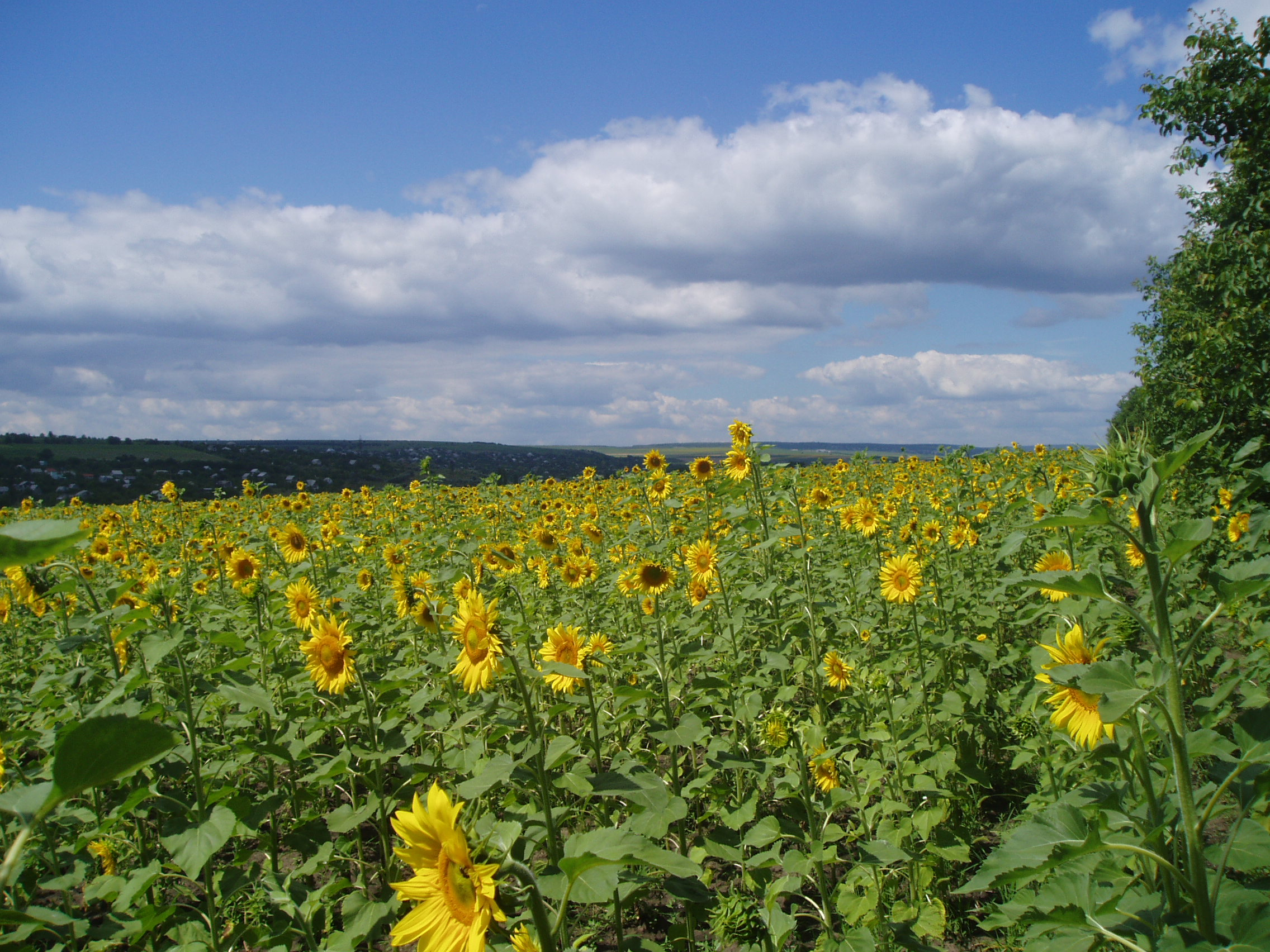
Floarea-soarelui cultivată în stînga Nistrului

Republica Moldova este un stat agrar-industrial. Agricultura este unul dintre pilonii tradiționali pentru economia Republicii Moldova. 
Un studiu realizat de Banca Mondială, arată însă că agricultura din Republica Moldova este ineficientă, anul trecut (2011) sectorul a înregistrat o productivitate scăzută, investițiile în domeniu au fost mici, iar costurile exagerate. Productivitatea sectorului este de 2 ori mai mică decît în media europeană.

## Structura producției
Structura producției agricole poate fi catalogată drept una relativ stabilă, care în linii generale, pentru Moldova reprezintă 55-70% cea de origine vegetală și 30-45% de origine animală. În anul 2012 acest coraport a fost de 54.7% pentru producția vegetală, și respectiv 45.3% pentru cea animalieră.

## Zonare
Zona de nord a țării, este specializată în producție și prelucrare a sfeclei de zahăr, boabe, fructe, tutun, și este caracterizată prin tratament termic relativ mare, suficient în comparație cu zonele sudice. Mai multe precipitații (460 - 630mm). Suma temperaturilor active este de 2750-3000 c˚. Acoperirea solului este dominată de cernoziom bogat în humus puternic.
Zona centrală este specializată în producția de struguri. Regiunea este bine încălzită de razele solare, zona este protejată de vânturile de nord-est. Acoperirea solului este dominată de soluri brune și soluri cenușii de pădure, suma temperaturilor active este de 3000-3100 c˚, cad 420 - 450mm precipitații anual.
Zona de sud este specializată în producția de struguri, în special struguri roșii, porumb și floarea soarelui. Caracteristic este faptul că o mare parte a terenului este plat, acoperit cu sol cernoziomic, o cantitate foarte mare de temperatură activă 3100 - 3300 c˚, cu puține precipitații anuale 340-370mm.

## Statistică

### Producția agricolă
Struct. producției în 2013:
     Producție vegetală (66,3%)
     Producție animală (33,7%)
Struct. producției în 2003:
     Producție vegetală (68,4%)
     Producție animală (31,6%)
| An   | Total (mln. lei) | Producție vegetală | Producție animală | Creșt/desc. per ansamblu |
| ---- | ---------------- | ------------------ | ----------------- | ------------------------ |
| 2001 | ▬8 646           | ▬5 727             | ▬2 655            | ▬                        |
| 2002 | ▲9 474           | ▲6 298             | ▲2 870            | ▲9.6%                    |
| 2003 | ▲10 354          | ▲7 086             | ▲2 937            | ▲9.3%                    |
| 2004 | ▲11 819          | ▲7 900             | ▲3 524            | ▲14.1%                   |
| 2005 | ▲12 688          | ▲8 449             | ▲3 851            | ▲7.3%                    |
| 2006 | ▲13 734          | ▲9 079             | ▲4 278            | ▲8.2%                    |
| 2007 | ▼12 825          | ▼7 941             | ▲4 509            | ▼6.6%                    |
| 2008 | ▲16 503          | ▲10 600            | ▲5 519            | ▲28.7%                   |
| 2009 | ▼13 300          | ▼7 861             | ▼4 987            | ▼19.4%                   |
| 2010 | ▲19 873          | ▲13 616            | ▲5 786            | ▲49.4%                   |
| 2011 | ▲22 619          | ▲15 751            | ▲6 347            | ▲13.8%                   |
| 2012 | ▼19 922          | ▼11 978            | ▲7 529            | ▼11.9%                   |
| 2013 | ▲23 814          | ▲16 004            | ▲7 810            | ▲19.5%                   |
| 2014 | ▲27 071          |                    |                   | ▲13.6%                   |

- Surse:[5][6]

## Exporturi
Până în anul 2013, 90% din exportul de fructe și legume din Republica Moldova este orientat spre piața rusească.
Piața rusească absoarbea aproape 40% din produsele alcoolice moldovenești.
În 2013, peste 24,8 milioane de litri din producția de băuturi alcoolice au fost importate în Rusia din Republica Moldova.
În anul 2012, Republica Moldova a exportat produse vinicole în valoare de 210 milioane de dolari, dintre care aproximativ 29% (peste 60 de milioane de dolari) au ajuns pe piața rusă. Alte piețe importante pentru producția vinicolă moldovenească sunt Belarusul (22% din total) și Ucraina (14%). În 2012, România a importat din Republica Moldova produse vinicole în valoare de 4,26 milioane de dolari, ceea ce reprezintă 2% din exporturile moldovenești.

## Perspective
Agricultura este un sector strategic pentru R. Moldova, care dispune de potențial de dezvoltare și poate contribui la revenirea înceată a economiei la pozițiile pierdute în ultimile două decenii. Creșterea productivității necesită investiții, de aceea e necesară creșterea fondurilor de subvenționare în agricultură, o șansă pentru creșterea veniturilor obținute în sectorul agricol ar fi promovarea și facilitarea exporturilor de produse agroalimentare.